# Jane Toppan
Jane Toppan (31 de marzo de 1854 – 17 de agosto de 1938), nacida como Honora Kelley, fue una asesina en serie estadounidense. Después de su arresto en 1901, confesó 31 asesinatos, aunque se sospecha que sus víctimas pudieran ser muchas más. Declaró que su ambición era "haber matado a más gente que cualquier otro hombre o mujer que haya existido".

## Primeros años
Aunque los registros que sobreviven de los primeros años de Toppan son escasos, se sabe que sus padres eran inmigrantes irlandeses, y su madre, Bridget Kelley, murió de tuberculosis cuando era muy joven. Su padre, Peter Kelley, era bien conocido como un alcohólico, muy abusivo y excéntrico, apodado por los que lo conocían "Kelley the Crack" (Kelley el "chiflado"). En años posteriores Kelley se convertiría en la fuente de muchos rumores locales con respecto a su supuesta "demencia", de los cuales el más popular es que su locura finalmente lo llevó a coser sus propios párpados cerrados mientras trabajaba como sastre.
En 1863, sólo unos pocos años después de la muerte de su esposa, Kelley tomó a sus dos hijas menores, Delia Josephine, de 8 años de edad, y Honora, de 6 años, y las llevó al Boston Female Asylum, un orfanato para niñas indigentes fundado en 1799 por la señora Hannah Stillman. Según la misión del orfanato era la de "recibir... proteger... e instruir... huérfanas hasta la edad de 10 años, para luego ser entregadas a familias respetables". Kelley entregó a las niñas para no volverlas a ver de nuevo. Documentos del establecimiento cuentan que las dos niñas fueron "rescatadas de una casa muy miserable".
No existen registros de las experiencias de Delia y Honora durante su estancia en el orfanato, pero en menos de dos años, en noviembre de 1864, Honora Kelley fue puesta como sirvienta por contrato en la casa de la señora Ann C. Toppan de Lowell, Massachusetts. (La servidumbre por contrato era un sistema de trabajo en el cual las personas pagaban por su paso al "Nuevo Mundo" trabajando para un empleador por un período fijo de años. Fue ampliamente empleada en el siglo XVIII en las colonias británicas en Norteamérica y otros lugares; una manera para que los pobres de Gran Bretaña y los estados alemanes obtuvieran el paso a las colonias americanas). Aunque nunca fue formalmente adoptada por los Toppan, Honora obtuvo el apellido de sus benefactores y, finalmente, se hizo conocida como Jane. La familia Toppan original ya tenía una hija, Elizabeth; ella y Jane se llevaban bien.

## Asesinatos
Jane pronto se haría conocida como "Ángel de la Muerte". En 1885, Toppan comenzó a prepararse para ser enfermera en el Hospital de Cambridge. Allí hizo muchos amigos, y era muy querida. A diferencia de sus primeros años, donde fue descrita como "brillante y terrible", en el hospital era muy querida, deslumbrante y agradable al punto de ser apodada "Jolly Jane". Una vez que se convirtió en cercana con los pacientes, escogió a sus favoritos como víctimas. Los pacientes eran normalmente ancianos, y muy enfermos. Jane consideró que los estaba ayudando, porque eran viejos y no tenían mucho tiempo de vida. Durante su permanencia en el hospital, usó a sus pacientes como conejillos de Indias en experimentos con la morfina y la atropina; alteraba sus dosis prescritas para ver lo que les hacía a su sistema nervioso. Pasaba así un tiempo considerable a solas con los pacientes, creando cuadros clínicos falsos y medicándolos para que entraran y salieran de la consciencia, y hasta metiéndose en la cama con ellos.
Se desconoce si alguna actividad sexual ocurrió cuando sus víctimas se encontraban en ese estado, pero cuando Toppan fue interrogada (después de su arresto), declaró que tuvo una emoción sexual con los pacientes que estaban cerca de la muerte (erotofonofilia), "volviendo a la vida y muriendo de nuevo", abrazándolos mientras morían.
Toppan les administraba una mezcla de medicamentos a los pacientes que escogía como víctimas, se acostaba con ellos y procuraba estar junto a ellos cuando murieran.
Toppan fue recomendada para el prestigioso Hospital General de Massachusetts en 1889; allí, se cobró la vida de varias víctimas más antes de ser despedida al año siguiente por otras razones. Regresó brevemente a Cambridge, pero pronto fue despedida por prescribir opiáceos imprudentemente. A continuación, comenzó una carrera como enfermera privada y el trabajo prosperó a pesar de las quejas de pequeños hurtos.
Toppan comenzó su ola de envenenamientos en serie en 1895 al matar a su casero, Israel Dunham, y a su esposa. En 1899, asesinó a su hermana adoptiva Elizabeth con una dosis de estricnina. En 1901, Toppan se mudó con el señor mayor Alden Davis y su familia a Cataumet para cuidar de él después de la muerte de su esposa (a quien Toppan había asesinado). En cuestión de semanas también mató a Davis y a dos de sus hijas.
A continuación, regresó a su ciudad natal y comenzó a cortejar al marido viudo de su fallecida hermana adoptiva, Elizabeth; asesinó a la hermana de este envenenándola mientras cuidaba de ella cuando estaba enferma para poder mostrar que era capaz de cuidar pacientes de nuevo. Incluso mientras la envenenaba quería evocar su simpatía. Sin embargo, la estratagema no funcionó, y él terminó echándola de su casa.
Los miembros supervivientes de la familia Davis ordenaron un examen de toxicología en la hija menor de Alden Davis. El informe encontró que había sido envenenada, y las autoridades locales pusieron en alerta a la policía sobre Toppan. El 29 de octubre de 1901, fue detenida por asesinato. En 1902, había confesado 31 asesinatos. El 23 de junio de ese año, el tribunal del condado de Barnstable, finalmente la encontró no culpable por razones de demencia y la condenó a permanecer confinada de por vida en el hospital para insanos de Taunton.
Poco después del juicio, uno de los periódicos de William Randolph Hearst, el New York Journal, imprimió lo que supuestamente era la confesión de Toppan a su abogado de que había matado a más de 31 personas y que quería que el jurado la declarara con locura para que ella finalmente pudiera tener la oportunidad de ser liberada. Permaneció en Taunton por el resto de su vida. Durante su estancia en Taunton, le dijo a los reporteros que si hubiese estado casada y tenido una familia feliz, nunca habría comenzado con los asesinatos.

## Víctimas
Algunas de las víctimas identificadas son:
- Israel Dunham (83), casero y esposo de Lovely, murió el 26 de mayo de 1895.
- Lovely Dunham (87), esposa de Israel, murió el 19 de septiembre de 1897.
- Elizabeth Toppan-Brigham (69), hermana adoptiva, murió el 29 de agosto de 1899.
- Mary McNear (70), paciente, murió el 28 de diciembre de 1899.
- Florence Calkins (45), ama de llaves de Elizabeth, murió el 15 de enero de 1900.
- William Ingraham (70), paciente, murió el 27 de enero de 1900.
- Sarah "Myra" Connors (48), paciente y amiga, murió el 11 de febrero de 1900.
- Mattie Davis (62), esposa de Alden, murió el 4 de julio de 1901.
- Genevieve "Annie" Davis-Gordon, hija de Alden y Mattie, murió el 31 de julio de 1901.
- Alden Davis (64), esposo de Mattie, murió el 8 de agosto de 1901.
- Mary "Minnie" Davis-Gibbs (40), hija de Alden y Mattie, murió el 13 de agosto de 1901.
- Edna Bannister (77), cuñada de Elizabeth, murió el 26 de agosto de 1901.

## En la ficción
- En la película independiente American Nightmare, escrita y dirigida por Jon Keves, Debbie Rochon retrata a una asesina en serie llamada "Jane Toppan" que se las arregla para matar a numerosos personajes a lo largo de la película por diversos medios. El personaje también se emplea como enfermera. Este personaje fue inspirado por Toppan.

- Toppan fue objeto de uno de los seis monólogos en la obra de teatro Murderess de Anne Bertram, que se estrenó en Saint Paul, Minnesota, en el Teatro Consolidar. Ella fue interpretada por Laura Wiebers en el segmento The Truth About Miss Toppan (La verdad sobre la señorita Toppan), dirigida por Mishia Burns Edwards. La obra se abrió a críticas favorables. En el Minneapolis Star Tribune el crítico de teatro William Randall Beard llama el segmento de Toppan "un retrato escalofriante de una enfermera sociópata".[5]

- El caso de Toppan es recreado en la serie de televisión Las verdaderas mujeres asesinas (Deadly women) de Investigation Discovery, en el episodio 3 de la temporada 3 (2009).